# 판결의 부존재
판결의 부존재라 함은 어느 판결이 판결로서 성립하기 위하여 갖추어야 할 요건을 갖추지 아니하여 법원에 의하여 판결이 선고되었다고 볼 수 없어 판결로서의 존재 자체를 인정할 수 없는 경우이다.